# Basilika Sonntagberg

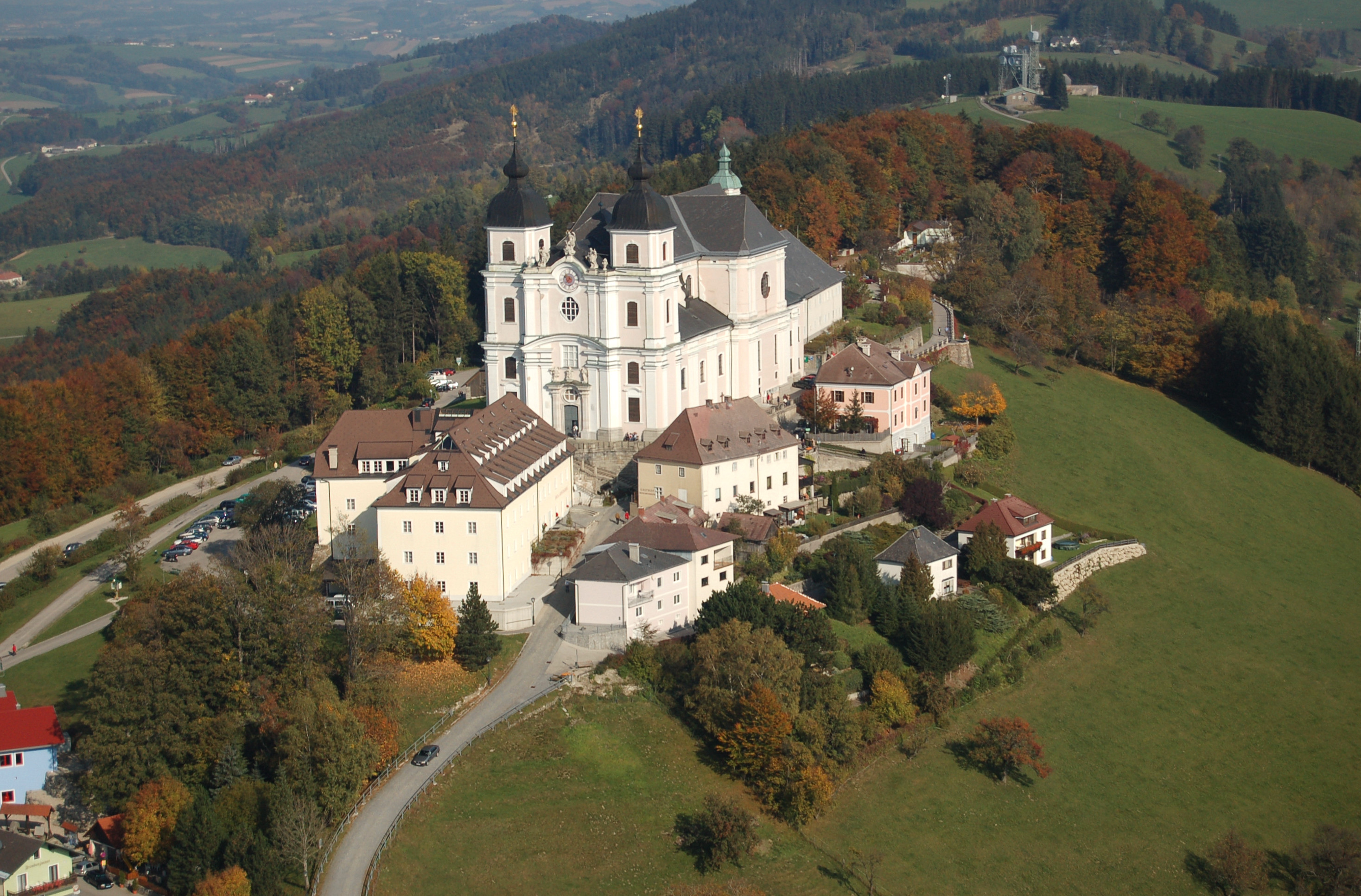
Basilika Sonntagberg, Luftbild, 2007

Die Pfarr- und Wallfahrtskirche zur Heiligen Dreifaltigkeit und zum hl. Michael ist eine römisch-katholische Basilika und Pfarrkirche in der Gemeinde Sonntagberg im Bezirk Amstetten in Niederösterreich. Der monumentale, barocke Kirchenbau im basilikalen Schema mit Doppelturmfassade und einem Querhaus steht in weithin sichtbarer und dominierender Lage auf einem 712 Meter hohen Bergrücken und ist eines der Wahrzeichen des Mostviertels. Die Basilika bildet mit dem Hospiz, dem Pfarrhof und Gasthöfen den Kirchweiler Sonntagberg. Im Jahre 1964 wurde die Kirche zur Basilika minor erhoben.

## Geschichte

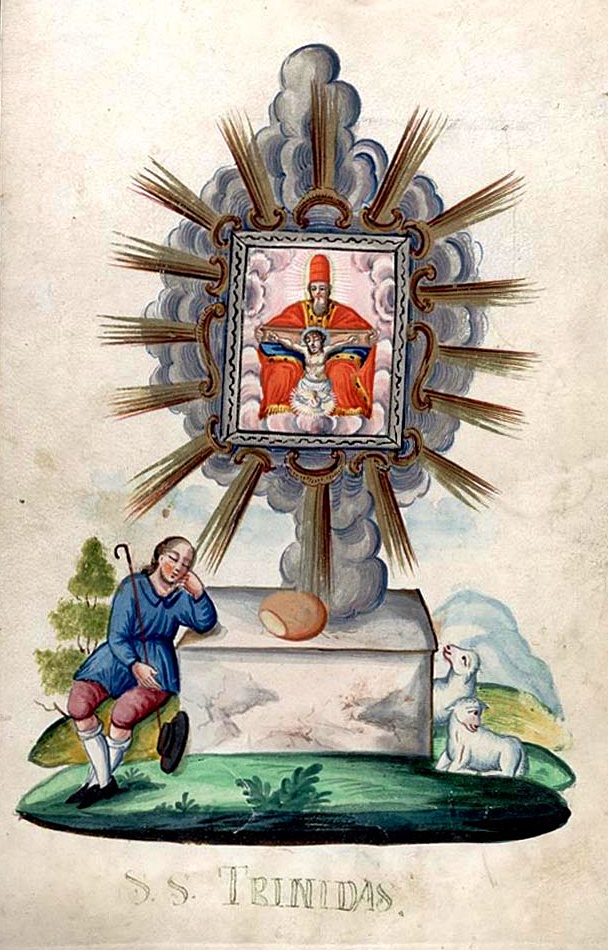
Wallfahrtsandenken mit Gnadenbild und Gründungslegende, um 1750

Es gibt eine Gründungslegende mit dem Traum eines Hirten und dem sogenannten Zeichenstein, ein großer Naturstein. Vom Stift Seitenstetten unter Abt Benedikt I. wurde 1440 eine Kapelle errichtet. Urkundlich wurde 1477 das Patrozinium Dreifaltigkeit genannt. Die Kapelle wurde bereits im 15. Jahrhundert das Ziel von Wallfahrten. Während der Reformationszeit wurden die Wallfahrten von den Herren von Gleiß behindert. 1490 wurde eine spätgotische Kirche geweiht. 1614 wurde auf dem Zeichenstein eine Kupfertafel mit einem Gnadenstuhlbild, der Darstellung der Dreifaltigkeit, angebracht. 1651 wurde eine Bruderschaft gegründet. Ab 1666 nahmen die jährlichen Wallfahrten zu. Von 1706 bis 1732 wurde die heutige Kirche nach den Plänen von Josef Munggenast (1706–1717) und Jakob Prandtauer (1718–1732) ähnlich der Klosterkirche vom Stift Melk errichtet. Die Kirche wurde 1729 geweiht, 1783 zur Pfarrkirche und 1964 zur Basilika minor erhoben. Die Basilika wurde mehrmals restauriert: von 1865 bis 1891, von 1965 bis 1966 innen und von 1981 bis 1984 außen. Bis 2024 sollen die Renovierungsarbeiten an der Basilika Sonntagberg, innen und außen abgeschlossen sein.

## Basilika

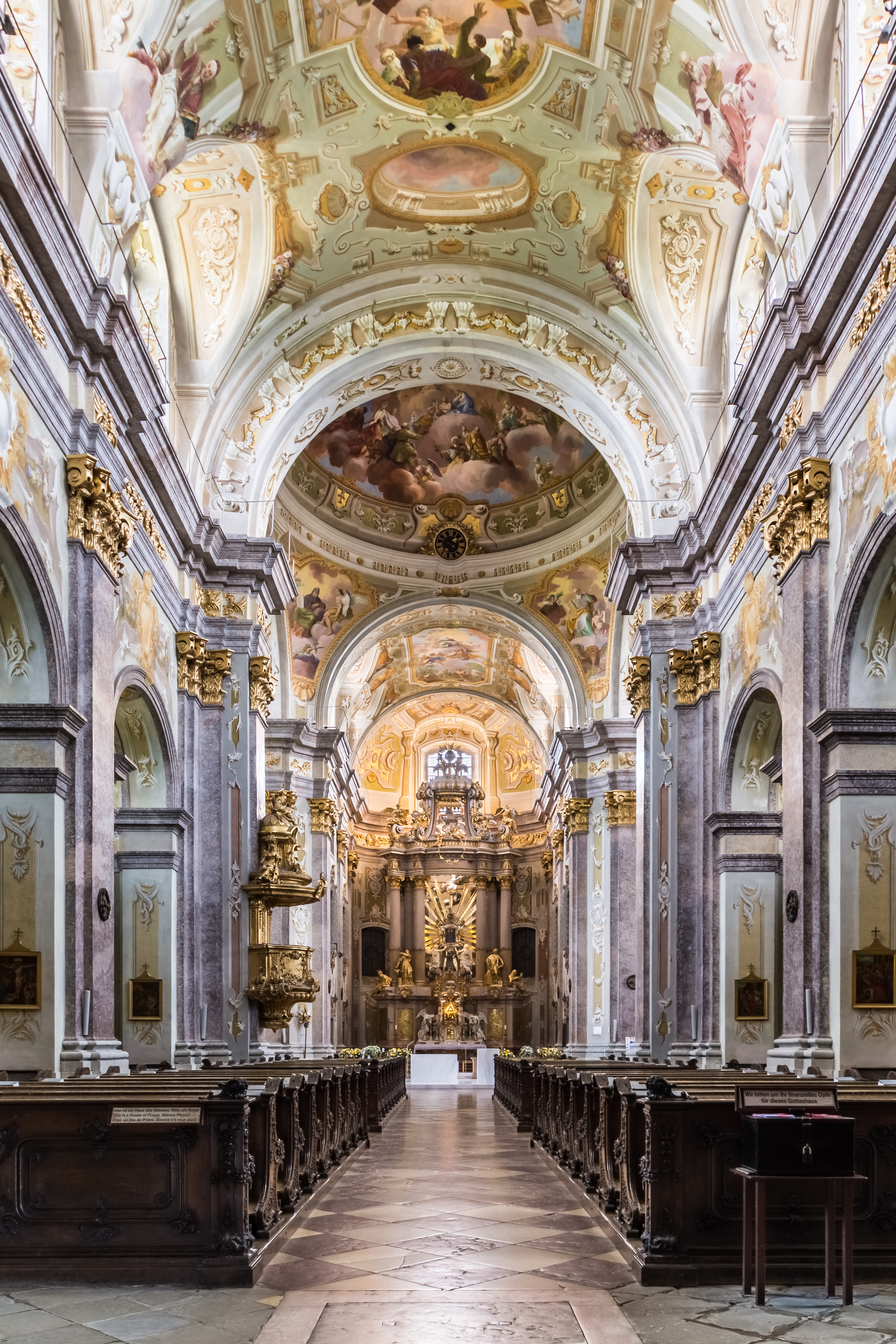
Innenraum mit Blick zum Hochaltar

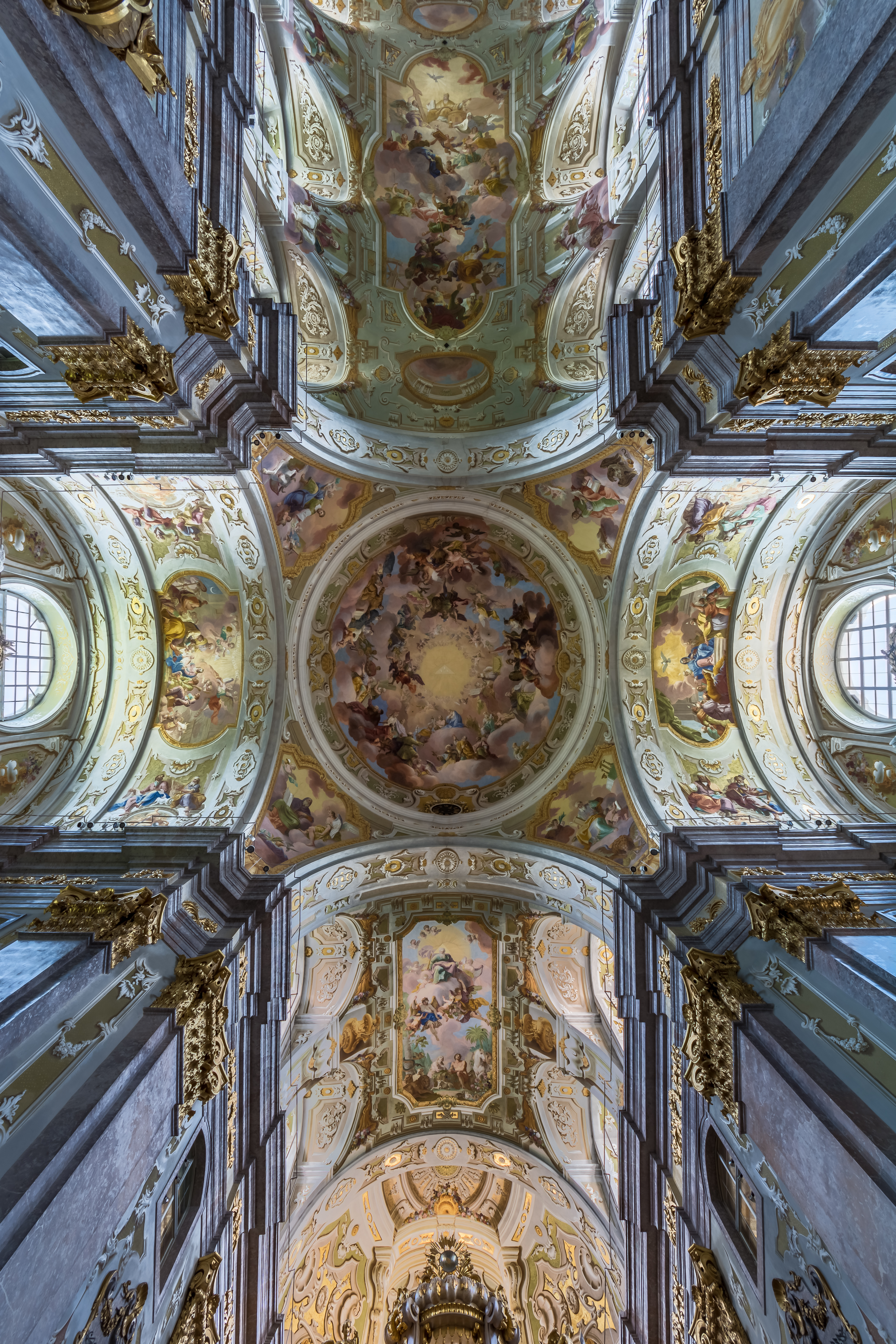
Die Deckenfresken

Der gesamte Kirchenbau ist von einem ebenen gepflasterten Podestplateau mit einer sogenannten Galerie mit Entlüftungs- und Entwässerungssystemen umgeben. Die Ebene wird bei der Hauptfassade im Westen über einen repräsentativen Stiegenaufgang mit Eisengittern erschlossen.
Die leicht vorgerückte und konkav einschwingende zweigeschoßige Risalitwestfassade zwischen zwei mächtigen dreigeschoßigen Türmen mit geschweiften Zeltdächern zum Zwiebelknäufen hat mittig große Fensteröffnungen. Das Hauptportal hat eine Pilasterrahmung mit Gebälkköpfen und einer Kreioberlichte und ein mächtiges eisernes Eisenplattentor mit Beschlägen und figuralem Dekor Türkin und Türke. Über dem Hauptportal sind die Statuen Gnadenstuhl flankiert von zwei Engeln und über der Uhr auf dem Abschlussgebälk die Statuen Erzengel Michael flankiert von den Heiligen Johannes und Paulus vom Bildhauer Peter Widerin (1719).
Die Langhausmauern springen im Erdgeschoß leicht zurück und sind im Hochschiffbereich mit Streben über den Pultdächern der Seitenschiffe vorspringend und haben hohe Jochbogenfenster. Das Querhaus hat abgerundete Ecken und im Süden ein Portal und im Norden zwei Portale. Die Querhausportale haben quadratischen Oberlichten und darüber zweibahnige Steingewändefenster und oben ein großes gerundetes Vierpassfenster.
Der rechteckige Chor hat eine flache Rundapside und trägt einen Glockendachreiter mit geschweifter Haube und Laterne. Der Chor ist im Osten im ersten Obergeschoß mit einem Gang über einer Rundbogenbrücke mit dem Pfarrhof verbunden. Am Chor ist im Süden die Sakristei angebaut und im Norden die Hl.-Grab-Kapelle angebaut.
Das vierjochige Hauptschiff des Langhauses unter einem Tonnengewölbe mit gestutzten Stichkappen hat Rundbogenarkaden zu den Seitenkapellenreihen. Der Wandaufbau ist mit zweistufigen Kolossalpilastern rhythmisiert und mit einem mächtigen verkröpften Gebälk zusammengefasst. Das erste westlichste Joch ist eingeschnürt und mit schmalem Platzl überwölbt und hat zwei rundstabgerahmte Portale zu den Turmkammern. Darüber ist über einer breiten Korbbogenarkade die Empore mit einem ausschweifenden Mittelteil. Das Emporenbrüstungspositiv wird von Engeln getragen und hat eine Balustrade über einer vergoldeten Kragsteinreihe. Die Seitenkapellen als je drei Rechteckräumen je Seite haben schräge Eckwandpfeiler mit Wandflächenstufung und Pendentifkuppeln.
Über der Vierung ist eine mächtige Pendentifkuppel. Die kurzen Querschiffarme unter Gurttonnen über Kolossalpilastern mit üppigen – wie im Schiff – holzgeschnitzten, vergoldeten Akanthusblattkapitellen.
Die Sakristeiportale haben geschwungene Überdachungen mit Volutenschmiegen mit darüber teilweise vergitterten Oratorienfenstern. Der zweijochige, etwas eingezogene Chor hat ein Tonnengewölbe mit Stichkappen und eine flachbogige Apsis. Die Wandflächen des Chores sind durch Kolossalpilaster und vier Seitenportale rhythmisiert.
Die Wand- und Deckenmalerei mit einem beherrschenden, monumentalen Zyklus von großen, gerahmten Bildfeldern im Hauptgewölbe ist das kirchliche Hauptwerk des Malers Daniel Gran (1738–1743). Die Scheinarchitektur und Rahmenmalerei sind von Antonio Tassi und Kürchmayr um 1740. Der Stuckateur Franz Josef Wiedon schuf von 1748 bis 1750 reiche und phantasievolle Stuckapplikationen an den Architekturelementen und den Landschaftsausblicken in den Kapellen. Schäden an Teilen der Decken von 1829 und 1887 wurden 1890 vom Maler Andreas Groll renoviert und mit einem Pfingstfresko ergänzt. Die Malerei wurde 1965 vom Maler und Restaurator Gustav Krämer restauriert.
Die farbbetonten, fröhlichen Fresken von Daniel Gran haben folgenden Zyklus: Im Chor Gottvater in seiner Schöpfung, im linken Querarm Gottes Sohn in der Menschwerdung, im rechten Querarm der Heilige Geist in seiner Herkunft auf die Apostel, im Langhaus der Sieg über gottesfeindliche Mächte und in der Vierungskuppel der dreifaltige Gott im Himmel.
In den Glasfenstern aus 1886 Im Chor sind Medaillons mit dem flammenden Herz Jesu und dem Herz Mariä. Im westlichen Langhausjoch ist eine Glasmalerei der hl. Elisabeth von Thüringen mit Landschaftsdarstellung und Muttergottes mit dem hl. Dominikus aus 1906 nach einem Entwurf von Pater Benedikt Hager.

## Ausstattung

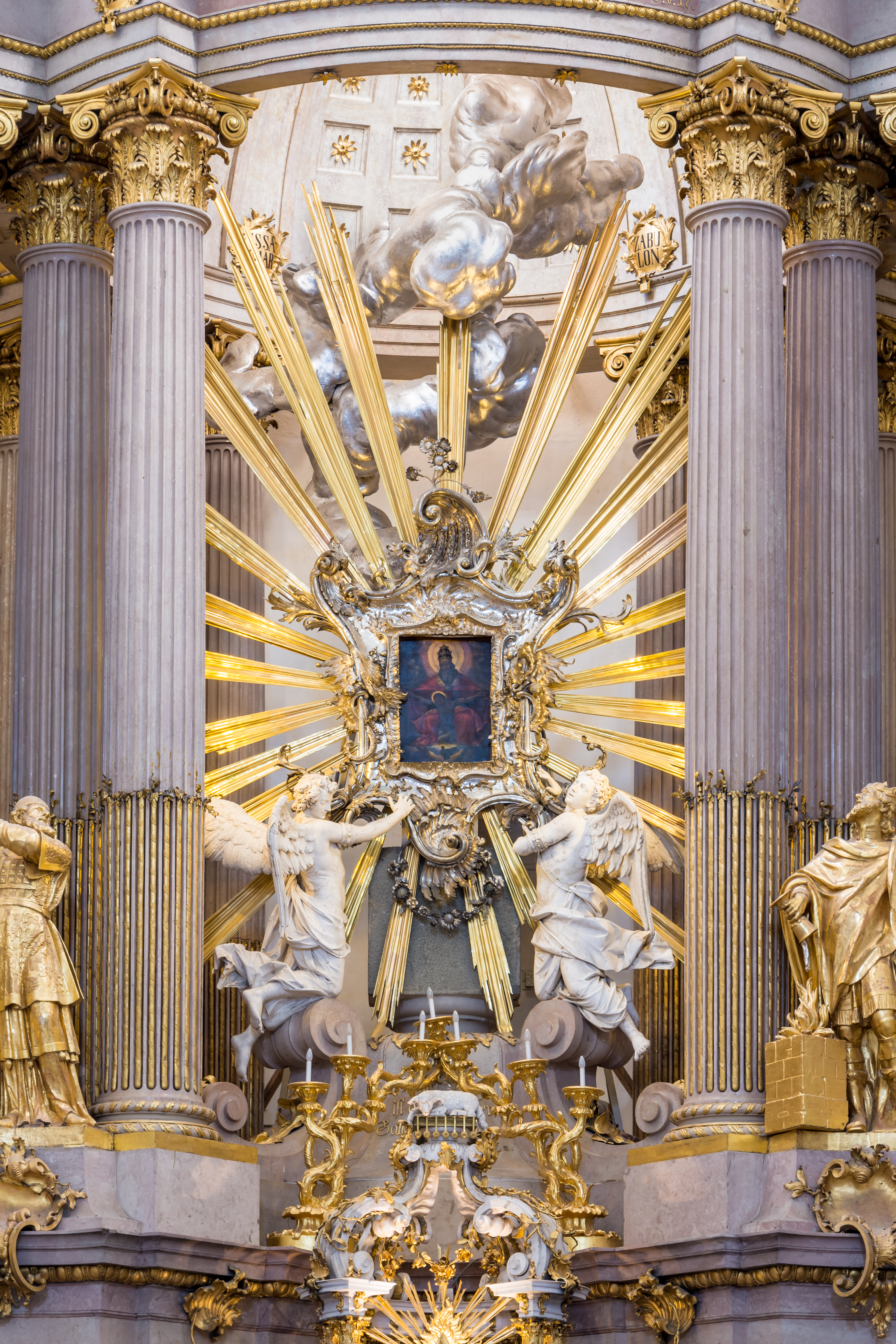
Hochaltar mit dem Gnadenbild

Der bemerkenswerte barocke Hochaltar als autonomer Rundtempel auf einem hohen Sockel mit zwölf kannelierten Freisäulen – die zwölf Stämme Israels symbolisierend – wurde von 1751 bis 1757 nach einem Entwurf des Architekten und Bildhauers Melchior Hefele erbaut. Im Zentrum des Hochaltars steht das Gnadenbild der Hl. Dreifaltigkeit aus dem Jahr 1614 in einem reichen, silbergetriebenen und ziselierten Rahmen des Goldschmiedes Josef Wilhelm Riedl. Das Gnadenbild mit dem Rahmen wird von zwei marmornen Engeln des Bildhauers Jakob Christoph Schletterer getragen. Unter dem Gnadenbild ist ein Teil des Zeichensteins und davor ein markanter aus zwei Wurzeln entspringender, siebenarmiger Leuchter mit qualitätvollen Skulpturen des Moses, Aaron, Melchisedek und Ezechiel von Schletterer. In der Sockelzone sind vier vergoldete Bleireliefs von Hefele mit den Darstellungen der Predigt des Johannes der Täufer, Mariä Verkündigung, Christus am Ölberg und Johannes erblickt das Himmlische Jerusalem. Der Tabernakel mit einem Baldachin von Hefele ist mit verehrenden Seraphimengeln von Schletterer verbunden. Vor dem Hochaltar stehen zwei mächtige Standleuchter aus 1682.
Volksaltar, Ambo und Priestersitz wurden 2014 von Lois Anvidalfarei aus Laaser Marmor geschaffen.
Acht barocke Seitenaltäre stehen sich paarweise gegenüber.

### Orgel

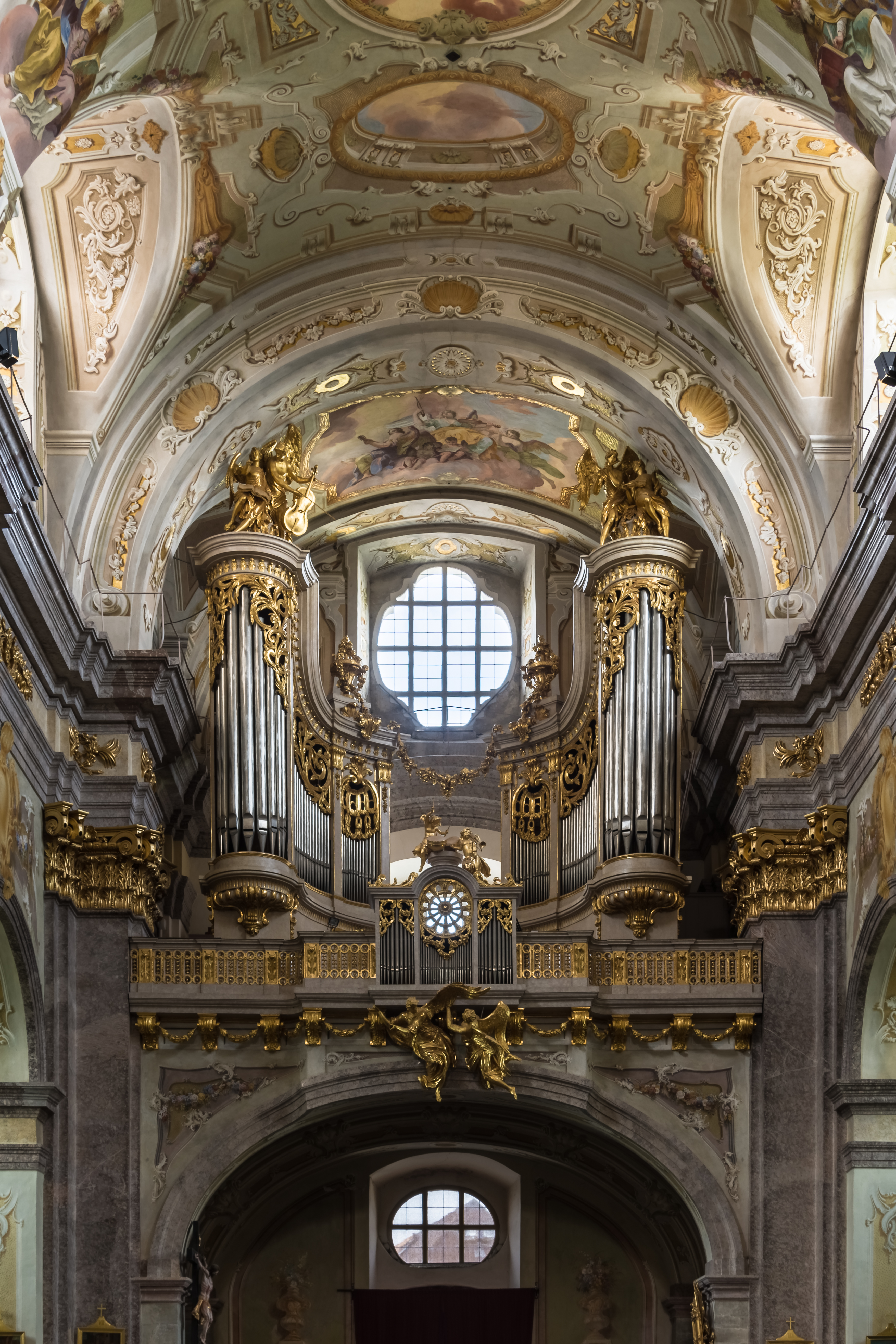
Orgelprospekt

Die Orgel wurde in den Jahren 1774 bis 1776 von dem Orgelbauer Franz Xaver Christoph (Wien) erbaut und ist eine der bedeutendsten spätbarocken Orgeln Österreichs. 1872 wurden die Hauptwerksladen von dem Orgelbauer Josef Unterberger (Innsbruck) umgebaut und um ein Zungenregister (Posaune 16′) erweitert. 1961 wurde im Pedal eine Posaune 8' hinzugefügt. Im Zuge einer umfassenden Restaurierung der Orgel durch die Orgelbaufirma Pflüger wurden etliche Veränderungen rückgängig gemacht und das Instrument so weit wie möglich auf den Ursprungszustand rekonstruiert. Es hat 25 Register auf zwei Manualwerken und Pedal.
Die Orgel hat die sog. „kurze Oktav“ in Manualen und Pedal, die in der süddeutsch-österreichischen Orgellandschaft bis in das frühe 19. Jahrhundert allgemein üblich war.
| I Hauptwerk CFDGEA–d 3 |    |
| Principal              | 8′ |
| Waltflaut              | 8′ |
| Viola di Gamba         | 8′ |
| Salicinal              | 8′ |
| Oktav                  | 4′ |
| Fleten                 | 4′ |
| Quint                  | 3′ |
| Octav                  | 2′ |
| Sequealtra             |    |
| Mixtur Major V         | 2′ |
| Mixtur Solo III–V      |    |

| II Positiv CFDGEA–d 3 |       |
| Copel                 | 8′    |
| Principal             | 4′    |
| Fleten                | 4′    |
| Fugara                | 4′    |
| Quint                 | 3′    |
| Oktav                 | 2′    |
| Mixtur V              | 1 ⁄3′ |

| Pedalwerk CFDGEA–h 0 |     |
| Principalbass        | 16′ |
| Subbass              | 16′ |
| Principal            | 8′  |
| Oktavbass            | 8′  |
| Violoncello          | 8′  |
| Quintbass            | 6′  |
| Cornet               | 4′  |

### Glocken
Zwei Glocken goss 1689 und 1690 Melchior Schorer aus Linz.